# Décennie 1970 en arts plastiques
Chronologie des arts plastiques
Années 1960 - Années 1970 - Années 1980
Cet article concerne les années 1970 en arts plastiques.

## Événements
- Juin-août 1971, Australie : Geoffrey Bardon (en), professeur de dessin au camp de Papunya, demande aux aborigènes de décorer les murs de l’établissement avec des motifs traditionnels. Certains motifs, contestés car réservés au seul initiés, sont effacés, mais l’événement marque la naissance de la peinture aborigène contemporaine[1].
- 26 octobre 1971–10 janvier 1972 : rétrospective Francis Bacon au Grand Palais à Paris[2].

- 1er février 1972 : le Musée national des arts et traditions populaires ouvre ses portes à Paris[3].
- 10-11 août 1972 : Valley Curtain est mis en place par Christo et Jeanne-Claude à Rifle dans le Colorado. Le rideau safran est arraché après une journée d'exposition à cause d'un vent atteignant 100 km/h[4].
- 30 juin - 8 octobre 1972 : exposition internationale d’art contemporain documenta 5 à Cassel, centrée sur l’hyperréalisme et l’art conceptuel[5].

- 17 mai-13 octobre 1974 : rétrospective Joan Miró au Grand Palais à Paris[6].

- 31 janvier 1977 : inauguration du Centre national d'art et de culture Georges-Pompidou à Paris[7].

- 24 juin-2 octobre 1977 : documenta 6 à Cassel[8].

- 19 janvier-9 avril 1979 : exposition Magritte au Centre Georges-Pompidou (Beaubourg) à Paris[9].

- 19 décembre 1979-24 mars 1980 : exposition, « Images de l’Amérique en crise » au Centre Georges-Pompidou[10].

- 1979 : ouverture du MOCA, Museum of Contemporary Art de Los Angeles[11].

## Réalisations
- 1978 : Salvador Dalí peint L'harmonie des sphères[12] et Le Christ de Gala[13].